# Salame de Tandil
El salame de Tandil es una denominación de origen (DO) argentina que protege e identifica al salame producido en el partido de Tandil, en el centro-sudeste de la provincia de Buenos Aires, en una zona de sierras (Sistema de Tandilia) de la región pampeana.

## Historia
La elaboración de embutidos madurados llegó a Tandil con la inmigración italiana y española de fines del siglo XIX y principios del siglo XX. Los inmigrantes se instalaron en las laderas de las sierras por su clima propicio para la producción de chacinados. Con el tiempo, lograron crear una receta característica con materias primas de la región y ganado vacuno y porcino alimentado con recursos locales, sumado al estacionado y curado en el clima de Tandil: frío pero no helado, ventoso, generalmente húmedo.

Entre los productores de salame de Tandil se ha generado la tradición de hacer un salame cada vez más largo año tras año, en el marco del Festival de la Sierra. En la edición de 2020 el Consejo de Denominación de Origen Salame de Tandil elaboró el salame más largo del mundo, con 99,5 metros de longitud y 278 kilos de peso.

## Estándares
Entre los estándares de calidad exigidos para obtener la denominación de origen se encuentran la utilización de materias primas de la región, la alimentación del ganado vacuno a base de pasturas y del ganado porcino a base de maíz, proporciones específicas de carne de vaca y de cerdo, el estacionado y curado en el clima local para la obtención de la consistencia deseada y la cobertura de hongos conocida como emplume, que recubre al salame y le da un color blanco ceniza. Asimismo, se exige el atado y etiquetado del salame a mano, el uso de tripa natural, la molienda de condimentos en el momento (no se permite el uso de productos deshidratados) y la elaboración debe ser artesanal.

## Productores
La asociación civil de productores encargada de promover y proteger la producción del salame de Tandil está conformada por Cabañas Las Dinas, Estancias Integradas, La Charcutería, Granja el Reencuentro y Cagnoli.